# Vagabond (film)
Pour les articles homonymes, voir Vagabond.
Pour plus de détails, voir Fiche technique et Distribution.

Vagabond est un film français réalisé par Ann Le Monnier, sorti en 1992.

## Synopsis
Quentin, sans domicile fixe, erre de foyer d'accueil en jardin public depuis la mort de sa femme il y a six ans. Il rencontre une jeune femme élevant seule sa fille.

## Fiche technique
- Titre : Vagabond
- Réalisation : Ann Le Monnier
- Scénario : Ann Le Monnier, Philippe Cosson, Anny Danché, d'après le roman de Bernard Pouchèle
- Photographie : Pierre Novion
- Son : Gérard Lucas,Vincent Magnier
- Musique : Jean-Louis Valero
- Montage : Anny Danché
- Décors : Dominique Piolé
- Photographe de plateau : Isabelle Weingarten
- Format : couleur - Son stéréo
- Genre : comédie dramatique
- Durée : 90 min
- Dates de sortie : 
  -  France : 11 novembre 1992
- Visa : 76492 (délivré le 19 août 1992)

## Distribution
- Gérard Darmon : Quentin
- Ludmila Mikaël : Marie
- Jean-Jacques Moreau : François
- Thierry Rey : Jean-Luc
- Jacques Canselier : Cormier
- Joël Barbouth : Lulu
- Anne Gautier : Louise
- Albert Dray : Le contrôleur du train